# 宍戸仙助
宍戸 仙助（ししど せんすけ、1952年6月4日 - ）は、教育実践家、東南アジア教育環境改善支援家、講演家。 / NPO法人「シーエスアールスクエア」の理事長。

## 略歴
福島県福島市生まれ。1977年福島大学教育学部を卒業。
石川郡浅川町立里白石小学校教諭を振り出しに、東白川郡古殿町立山上小学校、白沢村立（現在本宮市立）和田小学校、福島市立矢野目小学校、福島市立福島第四小学校に勤務。その後、教頭として東白川郡矢祭町立下関河内小学校教頭、福島市立下川崎小学校、同大森小学校、同森合小学校に勤務。2008年に東白川郡矢祭町立東舘小校長として勤務。東日本大震災で被災する。2011年8月より伊達市立富野小校長として勤務、2013年に福島県公立学校教職員を定年退職。その後、認定（当時）NPO法人アジア教育友好協会の参与。
2017年にNPO法人「シーエスアールスクエア（輝く学校広場）」を設立。現在に至る。

## 人物
36年間、福島県公立学校の教員として勤務。
19年間の管理職の経験と道徳教育を中心とした実践を通して、子どもたちの心の教育に力を注ぐ。
また、2011年に東日本大震災を体験。幼い子供の若い父親・母親の不安に寄り添いながら学び考えたことを通して、日本の教育のさらなる未来のための一提言を続けている。また、退職後、2011年の震災前から取り組んできた東南アジア(ベトナム･ラオス)の山岳地帯の教育環境に恵まれない子どもたちへの支援・交流活動に身を投じている。毎年20校ほどの学校建設を進める団体の参与として、また、現在は、2017年に、自ら設立したＮＰＯ法人の理事長として、現地の子どもたちの輝く瞳から学ぶことをつたえるため、国内外の出張授業や講演に出かけている。

## 活動背景
2013年、公立学校長を退職後に震災前から取り組んできた東南アジア(ベトナム･ラオス)の山岳地帯で、教育環境に恵まれない少数民族の貧しい子どもたちへの支援と交流活動に身を投じている。
また、毎年20校ほどの学校建築を進める認定ＮＰＯ法人の参与として、現地の子どもたちの輝く瞳から学ぶアジアの子どもたちの「逞しい生きる力（自己有用感）」や、教育の原点としての「人の役に立つ人になるために学ぶことの大切さ」を伝えるため、国内の小中学校を中心に出張授業や講演を行っている。
年間5～7回の海外出張･支援活動と毎年60回ほどの国内外での講演活動を続け、講演等は2020年までの8年間で502回を数えている。

## 講演

### 海外講演
【フランス・パリ】エコール・ノルマル・シュペリウール

【アメリカ・ロサンゼルス】チャップマン大学、ロサンゼルス日本人会、ハンティングトンビーチ高等学校、ドワイヤー･ミドルスクール

【アメリカ・アリゾナ】ピークスクール

【ラオス・パクセ】学校建設7カ国NGO会議

【ベトナム・ハノイ】THCS実験中学校（2回講演）、人材派遣会社TVC日本語学校

【ベトナム・ダナン】レ･クイ･ドン特別高等学校、ファン･チャウ･チン高等学校、チャン･フー高等学校、タイ･ソン中学校

### 国内講義（大学講義など）
【北海道】北海道大学スラブ･ユーラシア研究所公開講座／札幌学院大学 人文学部人間科学科 教育学概論

【東北】宮城県仙台市､ＮＩＥ全国大会研究発表大会 宮城大会／福島県立医科大学医局講演

【関東】政策研究大学院大学全国首長交流会2回／東京都学芸大学教職大学院「カリキュラム開発の方法」

【中部】愛知県至学館大学教員免許状更新研修

### 国内講演（一般講演など）
【北海道】北海道子どもセンター／札幌市AALA連携協議会／中標津9条の会

【東北】福島県･大玉村人権フォーラム／福島市渡利グレートアカデミィ教室／飯坂町2回／相馬郡飯舘村避難者団体／福島南ロータリークラブ2回

【関東】東京都世田谷区「津田大介さんと語る”子どもの未来～福島支援から”」トークセッション／葛飾区「世界平和女性連合パネルディスカッション」／後楽ロータリークラブ／江戸川ロータリークラブ／千代田区･竹橋NIE新聞活用実践教室「発信するNIE」／世田谷区／杉並区／新宿区／神奈川県･横浜市／川崎市

【中部】静岡県国際ソロプチミスト袋井認証20周年記念講演会／袋井ロータリークラブ／岐阜県･美濃加茂市／下呂市／関市／愛知県・名古屋市／日進市「日進まちづくりの会」／岡崎市「愛知県私立幼稚園連盟環境教育特別委員会」(Zoom)

【関西】奈良県･高田市／大阪府･大阪市7回(Zoom1回を含む)／和泉市2回

### ＰＴＡ等､青少年健全育成関連団体での講演
2020年までに以下に加え、福島県内18回、その他15回を含む計66回の講演を行っている。

【東北】福島県伊達市2回、福島市3回、二本松市1回、本宮市1回、郡山市3回、田村市1回、須賀川市2回、新地町3回、南相馬市2回

【関東】東京都品川区1回、目黒区1回、世田谷区3回、江戸川区4回、八王子市1回、町田市1回、国分寺市1回、神奈川県鎌倉市1回

【関西】大阪府枚方市1回、和歌山県和歌山市1回

### 小中高等学校､講演･出前授業
2020年までの８年間で以下を含む小学校328回・中学校70回・高校10回、の合計408回行っている。

【北海道】小学校3回

【東北】宮城県 小学校3回・高校1回、福島県 小学校68回・中学校16回・高校4回

【関東】栃木県 小学校1回、埼玉県 小学校1回・中学校1回、千葉県 中学校1回、東京都 小学校187回(Zoom1回を含む)・中学校46回、神奈川県 高校5回(Google-meet2回を含む)

【中部】三重県 小学校2回、福井県 小学校23回・中学校4回

【関西】大阪府 小学校3回、和歌山県 小学校1回

【中国】岡山県 小学校9回・中学校1回、島根県 小学校2回・中学校1回

## 海外支援

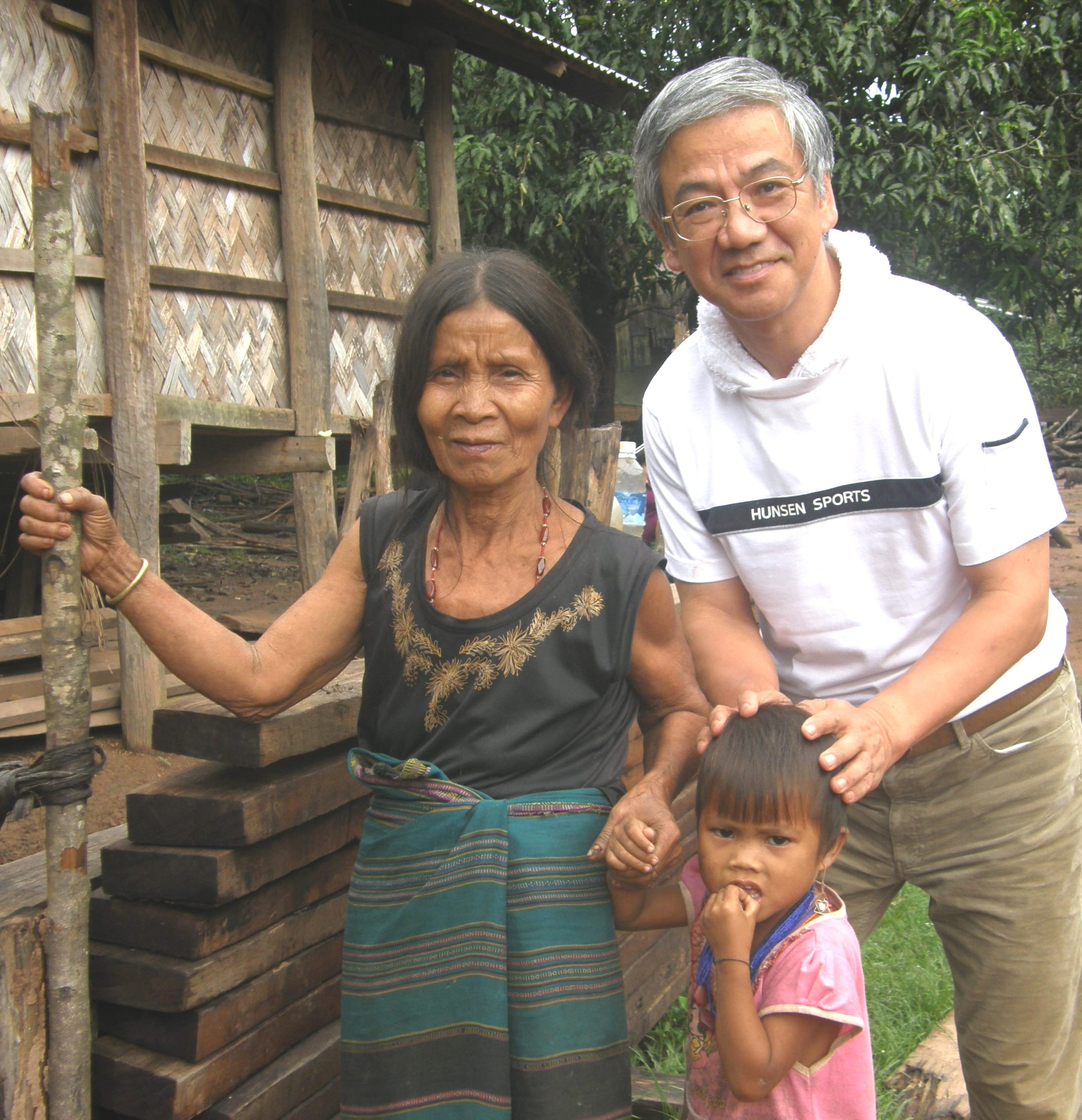
2009年ベトナムでの宍戸仙助氏の海外支援

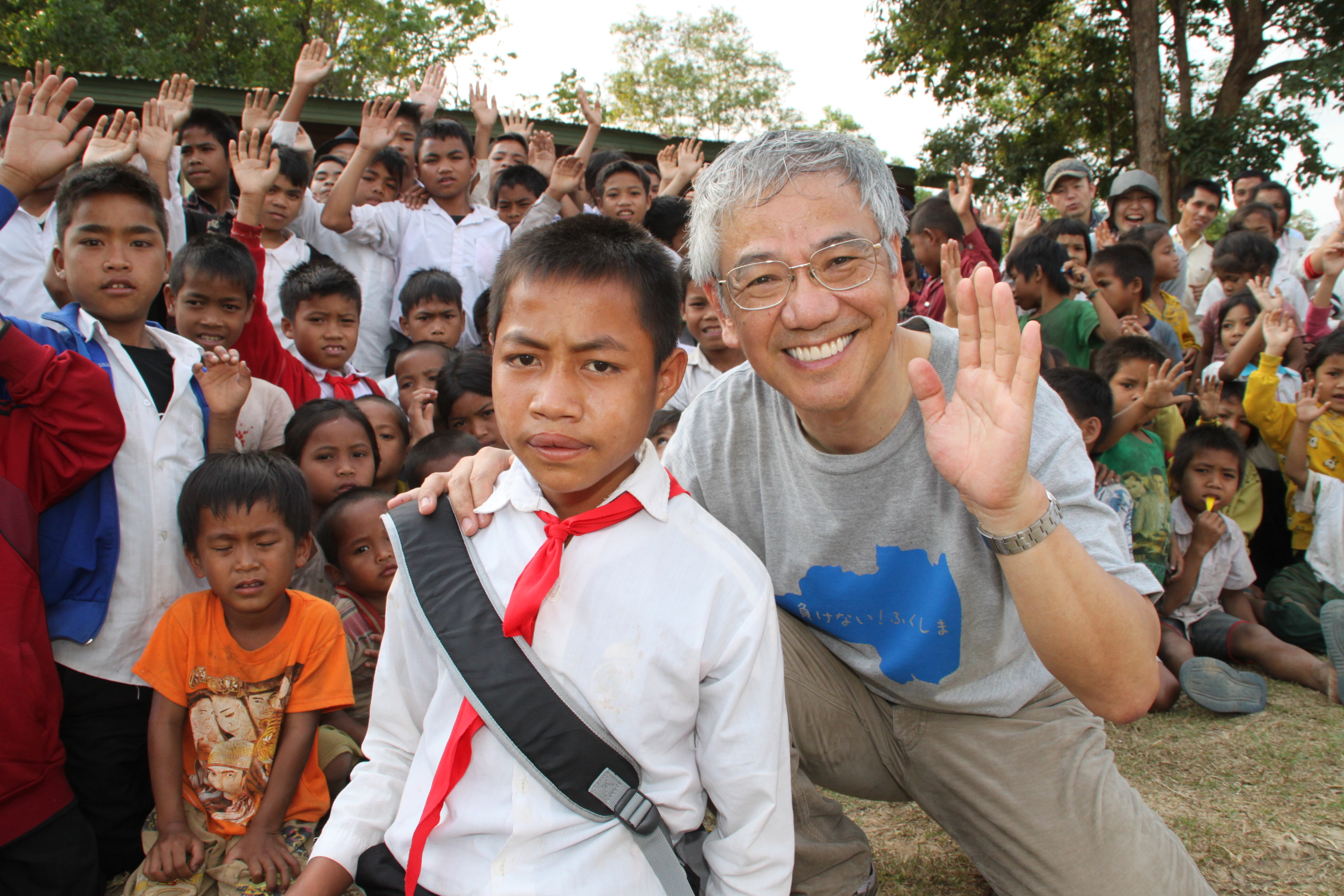
2014年ベトナムでの宍戸仙助氏の海外支援

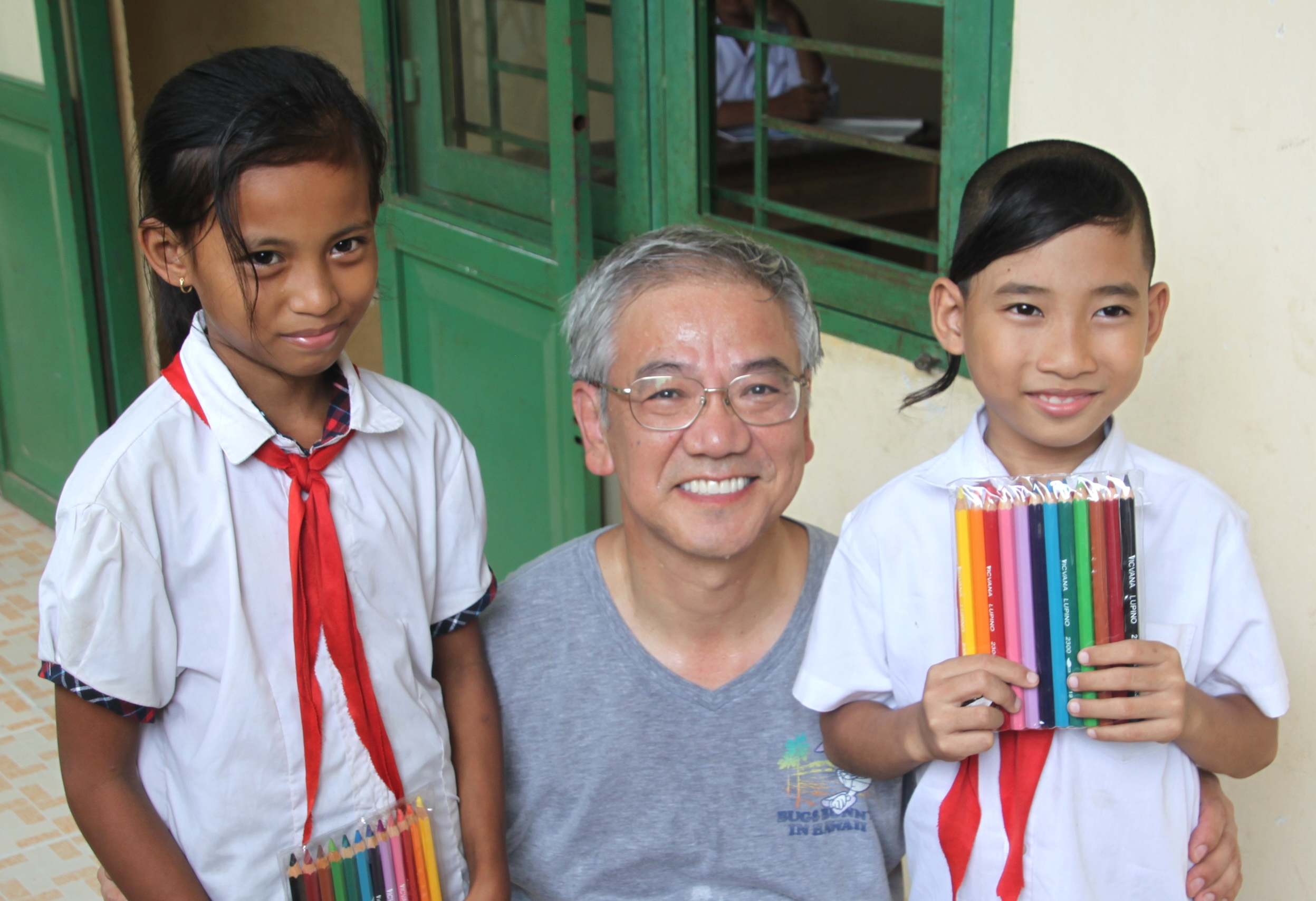
2015年ベトナムでの宍戸仙助氏の海外支援

### ベトナム北部、トゥエン･クアンTuyen Quang省
・	校舎改築等／フック・イエンPhuc Yen小学校、バン･ブォックBan Buoc分校、校舎全面改築・ランチルーム・寮・トイレの建設／小規模水力発電所建設、学校と55世帯へ電気の供給（ラム･ビンLam Binh郡、フック･イエンPhuc Yen社、ナ･キエンNa Kieng村）
・	教育機器（大型テレビ・プロジェクター等）、／ホン･クアンHong Quang社、幼稚園2園／ミン･クアンMinh Quang社、幼稚園･小学校各1／フック･ソンPhuc Son社、幼稚園2園／フック･イエン社、小学校･中学校各1／サン･ラップ(Xuan Lap)社、小学校1校／ラン･カンLang Can社、中学校1校／ソン･ズン(Son Duong)郡、タン･チャオ(Tan Trao)社、中学校1校／イエン･ソンYen Son郡、サン･ヴァンXuan Van村、小学校1校

### ベトナム中部、クアン･ナムQuang Nam省、クアン･チQuang Tri省
・	井戸掘削・飲料水確保／ティエン･フックTien Phuoc郡、小学校5校･中学校2校･診療所1
・	洪水被害支援／タン･ビンThang Binh郡、幼稚園1／ナム･チャ･ミNam Tra My郡、中学校1校／バック･チャ･ミBac Tra My郡、小学校1校／クアン･チ省、肢体不自由者多数。

## 連載・執筆
・	教育新聞　「『千年に一度』の教育課程編成（上）」／教育新聞 「『千年に一度』の教育課程編成（下）」「学習の場を移す『移動教室』放射線の影響を気にせず」

・	月刊 教育　「あの日からの『福島』と教育」／「 子どもたちを被曝から守ること、そして移動教室の意義」

・	東邦通信社　「日本の教育復興、『フクシマ』からの発信」

・	国際理解教育　「国際理解と災後の道徳教育ー国際理解教育と東日本大震災から見える災後の道徳教育の姿ー」／「道徳教育と国際理解教育」

・	大阪府ラジオ・ゆめのたね放送局　「笑う門には福来たる」2回

・	ラジオ福島・毎年2月と8月、火曜番組、各3回、「お母さん教室～話の広場～」31回放送
・	福島FMラジオ・FM Mot.Comをキーステーションとして、5局7回放送「サロン・ド・美智子　～ようこそふくしまの空へ～」1回放送